# Mu Geminorum
Mu Geminorum (μ Gem, μ Geminorum) é a quarta estrela mais brilhante da constelação de Gemini, com uma magnitude aparente média de 2,86. É conhecida pelo nome tradicional Tejat Posterior, que significa pé de trás, porque representa o pé de Castor. Os nomes Calx (Latim, significando calcanhar), Pish Pai (da língua persa Pīshpāy, پیش‌پای, significando perna dianteira), e Nuhatai (do árabe Al Nuḥātai, "corcunda de um camelo") também foram dados a Mu Geminorum.
A distância a Mu Geminorum, calculada a partir de medições de paralaxe durante a missão Hipparcos, é de aproximadamente 230 anos-luz (71 parsecs). Sua magnitude visual é diminuída em 0,07 como resultado de extinção por gás e poeira. Mu Geminorum é uma variável irregular lenta do tipo LB cuja magnitude varia entre +2,75 e +3,02 com um período principal de 27 dias, junto com um período muito maior de 2 000 dias.
É uma gigante vermelha com uma classificação estelar de M3 III e uma temperatura efetiva de 3 773 K, o que significa que é muito mais brilhante, mas mais fria que o Sol. Tem 2,1 vezes a massa solar e 104 vezes o raio solar. Está atualmente no ramo gigante assintótico e está gerando energia através da fusão nuclear de hidrogênio e hélio em camadas concêntricas ao redor de um núcleo inativo de carbono e oxigênio.